# Рославка (приток Арсеньевки)
Рославка — река в Яковлевском районе Приморского края России. Длина реки составляет 35 км. Бассейн охватывает территорию в 255 км². Ширина реки колеблется от 5 до 10 м; глубина 0,3 — 1,2 м. 
Река берёт своё начало на западных склонах Восточного Синего хребта на скатах горы Синяя. Впадает в реку Арсеньевка справа, в 58 км от её устья. В летнее время часты паводки, вызываемые интенсивными продолжительными дождями.
Русло реки умеренно извилистое. В верхнем течении русло засорено упавшими деревьями. Плёсы и перекаты располагаются через 150—200 м.
Замерзание реки начинается в первой декаде ноября. Вскрытие реки начинается в первой декаде апреля .
На левом берегу примерно в 6 км до впадения Рославки в Арсеньевку находится село Рославка Яковлевского района.